# Karel Bonaventura van Longueval
Karel Bonaventura van Longueval (Frans: Charles-Bonaventure de Longueval), graaf van Bucquoy (Atrecht, 9 januari 1571 - Neuhäusel, 10 juli 1621) was maarschalk in Spaanse dienst en vertrouwensman van Albrecht van Oostenrijk te Brussel.
Bucquoy nam volgens de overlevering op 13-jarige leeftijd al deel aan krijgshandelingen in de Franse Nederlanden. Op de leeftijd van 26 jaar was hij al een kolonel beladen met militaire roem. In de Nederlanden nam hij deel aan de Slag bij Nieuwpoort, en als rechterhand van Ambrogio Spinola wist hij successen te behalen in diens veldtocht met de belegeringen van Oostende, Wachtendonk, Kasteel Krakau, en Rijnberk. In 1613 werd hij benoemd tot grootbaljuw van Henegouwen. 
Tijdens zijn deelname aan de Dertigjarige Oorlog wist Bucquoy een ware heldenstatus te verwerven en werd hij door de bekende Antwerpse schilder Peter Paul Rubens vereeuwigd. In 1618 werd hij door keizer Ferdinand II tot keizerlijk generaal-luitenant en veldmaarschalk benoemd. Hij boekte zeges in de Slag bij Sablat (Bohemen, 10 juni 1619) en op de Witte Berg bij Praag (8 november 1620). Bucquoy stierf tijdens de Hongaarse veldtocht bij het beleg van Neuhäusel op 10 juli 1621.
Bucquoy was getrouwd met Maria Maddalena Biglia in 1606 en had een zoon genaamd Karel Albrecht.

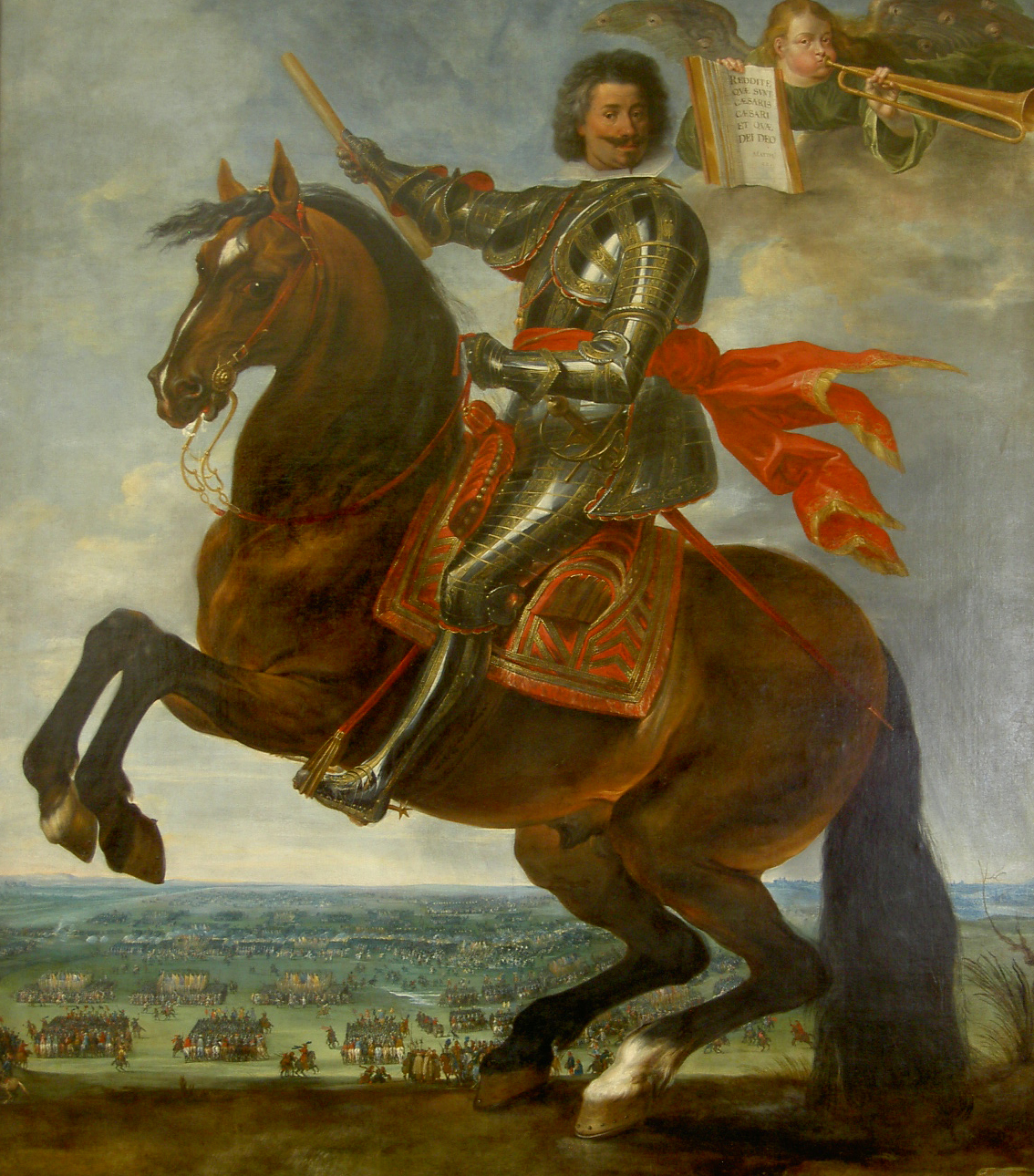
Bucquoy, geschilderd door Pieter Snayers.

- Gemeinsame Normdatei: 118666061
- International Standard Name Identifier: 0000 0000 6129 9713
- Library of Congress Control Number: nr93008855
- Nationale Bibliotheek van Tsjechië: xx0278946
- Nederlandse Thesaurus van Auteursnamen: 315242159
- Système universitaire de documentation: 188923217
- Virtual International Authority File: 77109699
- WorldCat: E39PBJg8Gjhw4BD3VhHkmCFR8C